# Mira Furlan
Mira Furlan (ur. 7 września 1955 w Zagrzebiu, zm. 20 stycznia 2021 w Los Angeles) – jugosłowiańska i chorwacka aktorka filmowa. Wystąpiła w serialu Zagubieni, gdzie zagrała Francuzkę Danielle Rousseau. Była również odtwórczynią jednej z głównych ról – Delenn – w serialu Babilon 5.
Zmarła 20 stycznia 2021 w wieku 65 lat.

## Filmografia
- 2010: Cyrk Columbia jako Lucija
- 2004: Zagubieni jako Danielle Rousseau
- 2004: Disi duboko jako Lila
- 1998: Babylon 5: Narodziny jako Delenn
- 1996: Black Kites jako Narrator / Niewidoczny Komentator
- 1995: Moja Antonia jako Pani Shimerda
- 1994: Babilon 5 jako Delenn
- 1993: Babylon 5: Zjazd jako Ambasador Delenn
- 1991: Sarajevske price jako Milena Gazivoda
- 1990: Gluvi barut jako Janja
- 1989: Bunker Palace Hôtel
- 1988: Braca po materi jako Vranka
- 1988: Spijun na stiklama jako Vesna Logan
- 1988: Droga na południe jako Bessi
- 1987: Vuk Karadžić jako Petrija
- 1986: Urok rozpusty jako Jaglika, żona Luki
- 1986: Putovanje u Vucjak jako Eva
- 1985: Horvatov izbor jako Eva
- 1985: Ojciec w podróży służbowej jako Ankica
- 1984: U raljama zivota jako Marijana
- 1982: Kiklop jako Enka